# Galíni (Thessalonique)
Galíni (grec moderne : Γαλήνη) est une localité située dans le dème de Langadás, dans le district régional de Thessalonique, dans la periphérie de Macédoine-Centrale, en Grèce.
Selon le recensement de 2011, elle compte 69 habitants.